# Ebbergkirche
Ebbergkirche je jeden ze sedmi evangelických kostelů v německém městě Hemer. Kostel byl postaven mezi léty 1819 a 1820. Nahradil zbořený kostel sv. Víta. Od roku 1982 je kostel památkově chráněn. Díky své poloze na vyvýšenině představuje dominantu severního předměstí. Jako nejstarší evangelický kostel ve městě slouží k příležitostným koncertům.

## Historie
Od 10. století stával v blízkosti panského domu kostel sv. Víta, který byl od poloviny 16. století po reformaci využíván jako evangelický kostel. Kvůli masivnímu nárůstu evangelických obyvatel začala docházet kapacitu někdejšího kostela, a proto bylo nutné vybudovat kostel nový. Demolice starého kostela sv. Víta byla provedena roku 1818.
Někdejší pastor se obrátil s žádostí na okresní správu Arnsberg. Byl povolán architekt Karl Friedrich Schinkel, který již po pěti týdnech přišel s návrhem nového kostela v romantickém slohu s dvěma zvonicemi a kostelní lodí s vyvýšeným oltářem a kazatelnou. Realizace tohoto projektu měla vyjít na 50 tisíc tolarů. Z důvodu finanční náročnosti byl projekt odvolán.
V dubnu 1819 se začalo se stavbou dle alternativního projektu pod vedením místního stavitele mlýnů Johanna Hermanna Stindta. Ze zrušeného svatovítského kostela byla převezena historická křtitelnice. 13. srpna 1820 byl kostel slavnostně vysvěcen. V roce 1859 byly vyměněny varhany.
V roce 1927 byla obnovena výmalba, která byla však roku 1953 opět zavržena. V témže roce došlo k radikálnímu přetvoření interiéru, který byl otočen o 180 stupňů. Hlavní vchod byl zřízen v přízemí věže. Na přelomu let 1977 a 1978 byly instalovány nové varhany s 18 registry a dvěma manuály od Detlefa Kleukera. Po zřízení sdružení Martin-Luther-Haus byly kostelní lavice nahrazeny židlemi a vznikly nové společenské prostory. Po protestech památkového úřadu se vyjádřil zemský ministr pro městskou výstavbu Lutz Lienenkämper pro přestavbu kostela. S pracemi se začalo 18. ledna 2010 a na první adventní neděli 28. listopadu 2010 byl kostel znovu uveden do provozu slavnostní mší.